# 神泉镇
神泉镇为广东省揭阳市惠来县下辖一个行政建制镇。

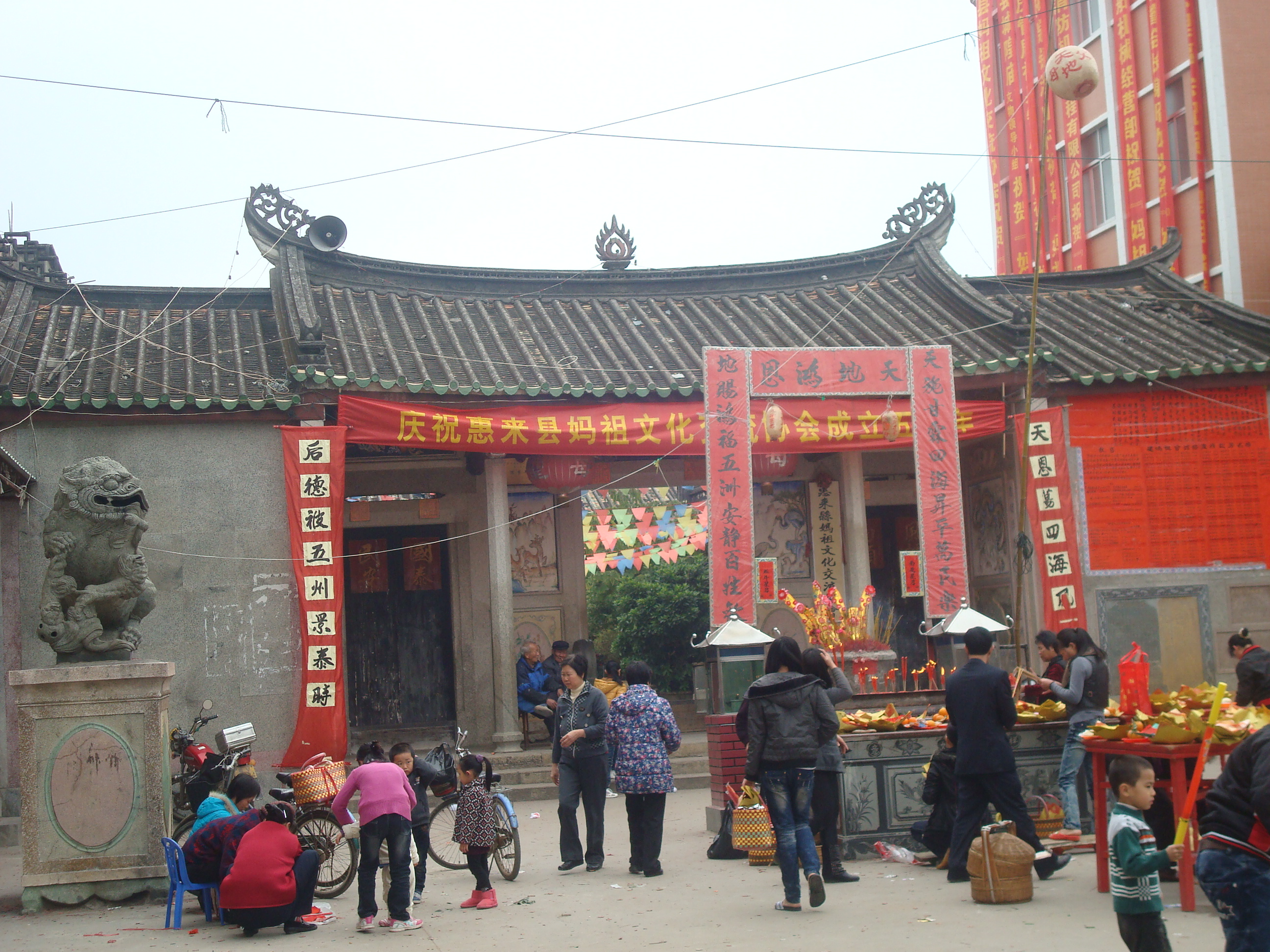
神泉镇妈祖庙（天后宫）

地处该县东南方。陆地面积58平方公里，海岸线长14.8公里。截止2007年，该镇户籍人口为9.31万。该镇濒临南中国海，拥有丰富的海洋资源，神泉港为粤东地区最大的天然良港，广东省一级渔场及国家一级渔港
神泉镇地处惠来县东南部，距县城7公里，东邻前詹镇，西接东陇镇和南海经济开发区，南临南海，北连华湖和惠城镇。倚山面海，属沿海丘陵地带。区域面积58平方公里，海岸线长14.8公里，有耕地17740亩。2007年底，全镇总人口9.31万人，总户数18255户，其中非农业人口6.96万人。
神泉镇因有一口泉眼，临近海而不咸，相传还有神童苏福留下的独脚联：快取携而不竭任卤浸咸蒸独标平淡。郭沫若南下时曾试图对出下联，但没有结果。

## 行政区划
神泉镇下辖以下村级行政区划单位
北门社区、南华社区、神泉农业村、沃角村、华家村、石盘村、芦园村、溪东村、桃美村、横山村、前湖村、蔗埔村、赤山村、角林村、鳌头村、文昌村、金东村、华埔村、图田村、图上村和神泉渔业村。